# Хюлст (община)
Хюлст (нидерл. Hulst) — община в провинции Зеландия (Нидерланды). Административный центр — город Хюлст. По данным на 1 апреля 2011 года население общины составляло 27.714 человек.

## История
Община Хюлст была образована 1 января 2003 года путём слияния общин Хонтениссе и Хюлст.

## Состав
В состав общины Хюлст входят следующие населённые пункты (в скобках — численность населения на 1 января 2011 года):
- Хюлст (10.825)
- Клостерзанде (3.247)
- Синт-Янстен (3.130)
- Клинге (2.434)
- Вогелварде (2.134)
- Хейкант (1.119)
- Ньив-Намен (1.031)
- Грау (954)
- Ламсварде (811)
- Хенгстдейк (531)
- Терхоле (520)
- Капеллебрюг (369)
- Оссениссе (336)
- Валсорден (167)
- Кёйтарт (115)

а также несколько десятков хуторов.